# تانیپ-چیشما
تانیپ-چیشما (انگلیسی: Tanyp-Chishma) یک شهرک در شهرستان تاتیشلینسکی استان باشقیرستان کشور روسیه است.